# Deventer Akademie voor Fysiotherapie
De Deventer Akademie voor Fysiotherapie (DAF) verzorgde van 1971 tot 1991 een fysiotherapieopleiding, vanaf 1986 ondergebracht bij Rijkshogeschool IJselland in Deventer. Vanaf 1973 werd DAF gehuisvest in het Sociaal-Medisch Centrum van het Geertruiden Ziekenhuis aldaar, waar de instelling uiteindelijk ophield te bestaan vanwege een landelijke sanering. De academie profileerde zich met modulair onderwijs en was voorloper in onderwijsvisie en -methoden.

logo met de letters DAF

## Geschiedenis
Als hoofd van de afdeling fysiotherapie van het Geertruiden Ziekenhuis kreeg Luuk Giebels eind jaren zestig te maken met een tekort aan fysiotherapeuten. Hij nam het initiatief tot oprichting van een eigen opleiding, waarbij hij steun kreeg van de directeur van het ziekenhuis en van de Deventer burgemeester en ziekenhuisvoorzitter Nico Bolkestein. Deventer beschikte over een hoogwaardig medisch voorzieningenniveau, wat vooral tot uiting kwam in de aanwezigheid van medische opleidingen. De paramedische studie zou daar goed op aansluiten. De aanpak van Giebels en ruime publiciteit in de regionale pers leidden ertoe dat in hoog tempo een nieuwe hogerberoepsopleiding tot stand kwam, die zich vervolgens uitstekend wist te handhaven in de levendige competitie tussen de vele opleidingen.
Rond 1980 raakte de markt voor de beroepspraktijk fysiotherapie verzadigd. De regering constateerde dat er te veel opleidingen waren en stelde een landelijke instroombeperking vast. Gemeente en hogeschool in Deventer pleitten daarop in een gezamenlijke nota voor voortzetting en uitbouw van de opleiding, op basis van onder meer de samenwerking met andere instellingen voor hoger onderwijs, de voortrekkersfunctie in informatietechnologie en ontwikkeling van het onderwijs, de regionale functie en de stijging van het aantal studenten boven de landelijke cijfers. Van rijkswege werd echter niet gesaneerd op basis van kwaliteit en de academie werd in 1991 opgeheven. Mede ter compensatie van het wegvallen van DAF kreeg Rijkshogeschool IJselland de heao-opleidingen Bedrijfseconomie en Commerciële economie toegewezen.

## Onderwijssysteem

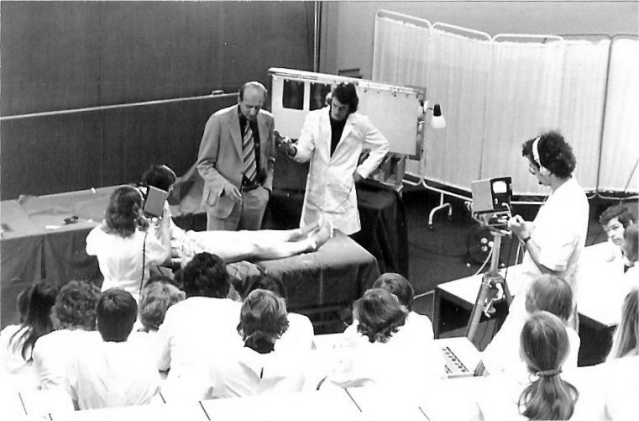
video-registratie door studenten van een gastcollege "onderzoeken van de patiënt"

Het modulair onderwijs van DAF werd ondersteund door werkboeken en instructievideo's, waarvoor een mediatheek werd opgebouwd. In de overzichtelijke werkboeken stond de leerstof in relatief kleine, op zichzelf staande eenheden volledig uitgeschreven. Vastgelegd werden de beginvereisten, einddoelstellingen, te realiseren studielast en te raadplegen literatuur. Teksten werden gemaakt of uitgezocht op het niveau van de student en bij iedere module werd een oefentoets opgenomen. Studenten konden zo in overleg met hun mentor een studieweg uitstippelen die tegemoetkwam aan hun interesse, werktempo en motivatie. Zelfstandig studeren werd mogelijk, waarbij de docent naast mentor optrad als vakinhoudelijk referent en tutor. Modules konden direct worden afgerond in een individuele toets, per onderwerp en per vak. Doelstelling was een toename van differentiatie en consumptieve houding van de student, evenals het beter beklijven van de leerstof. Door het verdwijnen van tentamenperiodes namen piekbelasting en stampwerk immers af. De geautomatiseerde toetsing maakte de beoordeling bovendien objectiever. Dit systeem van "Computer Managed Instruction" (CMI) stelde de toetsen samen en gaf terugkoppeling naar student en docent.

### Informatiesysteem

#### Toetsing
De student die op enig moment wilde toetsen, meldde zich bij de beheerder van de toetszaal en gaf aan welke toets hij wilde afleggen. In de computer vond een check plaats of deze student de toets wel mocht doen, en werd een opgavenlijst gegenereerd. Op dit zogenaamde toetsbriefje werden de nummers weergegeven van de toetsvragen en antwoordkolommen. Deze vragen konden worden opgezocht in het betreffende toetsboek en de antwoordkolommen refereerden aan velden op een schrapkaart, die evenals het toetsboek werd meegegeven en waarop de student zijn antwoorden kon markeren. De ingevulde schrapkaart werd daarna door de kaartlezer gelezen, zodat de computer de informatie kon verwerken en opslaan. De student ontving direct een uitslagbriefje met daarop de te behalen norm, de behaalde score en de gevolgen: geslaagd of gezakt. Er werd tevens een overzicht verstrekt welke modulen nog getoetst konden worden en welke al afgerond waren, en een studieadvies met verwijzing naar leerstof waarover foute antwoorden gegeven waren.

#### Rapportage
- De mentor kon per student een statusoverzicht opvragen, met onder meer de studievorderingen in termen van afgeronde modulen, met datum en score en de reeds gerealiseerde studielast.
- De vakdocent kreeg een item-analyse met daarin de hoeveelheid toetsen die voor het betrokken vak geconstrueerd waren, de gemiddelde score en standaarddeviatie over alle toetsen, en het percentage studenten die de vraag juist hadden beantwoord.
- De onderwijscoördinator kreeg een totaaloverzicht met daarin aangegeven hoeveel studenten een poging voor een bepaalde module hadden gedaan, hoeveel daarvan waren geslaagd, hoeveel studenten een module hadden afgerond en het totaal aantal afgelegde toetsen, zodat een overzicht verkregen werd van de vorderingen over het totale curriculum.

#### Samenwerking met andere onderwijsinstellingen
Deze geheel nieuwe studie-opzet werd in de implementatiefase begeleid door het Centrum voor Didactiek en Onderzoek van Onderwijs van de Technische Hogeschool Twente. De evaluatie van de studieresultaten werd begeleid door de Capaciteitsgroep Onderwijsontwikkeling en Onderwijsresearch van de Rijksuniversiteit Limburg. Er werd gebruikgemaakt van een softwarepakket dat werd ontworpen op de Technische Hogeschool Eindhoven. Het draaide op een Burroughs mainframe en werd door de Katholieke Hogeschool Tilburg ten behoeve van het HBO geschikt gemaakt voor de IBM-PC.

#### Software en hardware
De programmatuur was geschreven in Pascal, waarvan DAF in 1986 inmiddels de derde versie gebruikte onder MS-DOS 2.1. Het gebruikte ongeveer 15 MB aan schijfruimte voor programmatuur, studentenbestanden en toetsbestanden, bij een schoolomvang van zo'n 300 studenten. De tekst van de toets-items werd apart opgeslagen van de overige gegevens en werd benaderd met behulp van een dBase II programma. Het programma dat de kaartlezer aanstuurde was in GW-BASIC geschreven. 
DAF koos in 1985 in overleg met de Stichting Computerbeheer (SCB) HBO voor de volgende hardwareconfiguratie:
- Een Tulip System PC Extend met 640 kB intern geheugen, een floppy disk van 360 kB en een ingebouwde 32 MB Winchester disk
- Feller III schrapkaartenlezer van Longines
- Star Radix 15 printer
- Tape-streamer voor back-up doeleinden.